# (5219) Zemka
(5219) Zemka  es un asteroide perteneciente al cinturón de asteroides, descubierto el 2 de abril de 1976 por Nikolaj Stepanovič Černych desde el Observatorio Astrofísico de Crimea.